# Dhauliganga
Die Dhauliganga, auch Dhauli Ganga, ist ein linker Nebenfluss der Alaknanda, dem linken Quellfluss des Ganges, im Himalaya im indischen Bundesstaat Uttarakhand.
Die Dhauliganga entsteht am Raikanagletscher auf 4700 m Höhe. Die Dhauliganga fließt in überwiegend südlicher Richtung durch den Distrikt Chamoli und wendet sich auf den letzten 20 km nach Westen. Dabei trennt das Flusstal die Kamet-Gruppe im Westen von der Nanda-Devi-Gruppe im Osten. Bei Rani nimmt die Dhauliganga die Rishiganga von links auf. Kurz vor der Mündung liegt die Kleinstadt Jyotirmath am Flussufer. Die Dhauliganga mündet schließlich bei Vishnuprayag in die Alaknanda. Die Dhauliganga hat eine Länge von 82 km. 

## Gletscherlauf an der Rishiganga (Februar 2021)
Am 7. Februar 2021 kam es an dem Nebenfluss Rishiganga zu einem Gletscherlauf, wobei ein im Bau befindliches Wasserkraftwerk überflutet wurde.